# Gustavo Martins
Gustavo Martins de Souza Santos, mais conhecido apenas como Gustavo Martins (Niterói, 11 de agosto de 2002) é um futebolista que atua como zagueiro. Atualmente joga pelo Grêmio.

## Carreira

### Início
Gustavo nasceu em Niterói, município do Rio de Janeiro, mas foi criado em São Gonçalo, na Zona Norte da cidade. Começou muito novo aos quatro anos na escolinha do Fluminense onde ficou até os sete, migrando para escolinha do Vasco. No cruzmaltino jogou a Copa Vasco e foi artilheiro da competição, onde atuava como meio-campista. Com atuações de destaque no clube, conseguiu um teste no Botafogo através do pai de um de seus colegas do Vasco, onde passou.
Foi no Botafogo onde Gustavo passou a atuar como zagueiro e no campo. Na falta de um dos defensores titulares, Gustavo foi pedido para atuar defesa devido a sua estatura, destacou-se e foi efetivado na posição. Pelo Botafogo ganhou Campeonato Carioca e uma Copa Unimed Sub-11 em 2013. Porém, Gustavo acabou sendo dispensado pelo Alvinegro mais tarde.
Com isso, retornou ao Vasco onde conquistou o torneio Mauro Galvão e permaneceu até 2017 quando foi dispensado. Chegou ao Canto do Rio no mesmo ano, onde pensou em desistir da carreira. Disputando a Série B estadual pelo clube, destacou-se e foi convidado novamente pelo Botafogo para fazer um teste, mas acabou não passando.

### Grêmio
Apesar de não querer viajar para fazer teste no Grêmio, seu pai conseguiu com um contato e Gustavo acabou passou, integrando a equipe Sub-20 do clube gaúcho em 2018.

### Empréstimo ao Caxias

#### 2021
Em 6 de fevereiro de 2021, foi anunciado pelo Caxias por empréstimo. No Grená fez sua estreia como profissional em 17 de março, na derrota por 1–0 para o Fortaleza na primeira fase da Copa do Brasil onde jogou 18 minutos. Até abril, havia atuado em apenas dois jogos e clube queria estender seu empréstimo.

#### Retorno ao Grêmio
Gustavo chegou a fazer parte da equipe principal do Grêmio na parte final da Série B de 2021 e ser relacionado para dez jogos, mas não chegou a atuar. Alternando com o Sub-20 onde era um dos destaques do tricolor, renovou seu contrato em setembro até dezembro 2025 com multa rescisória de 500 milhões de euros.

#### 2022
Disputou a Copa São Paulo de Futebol Júnior de 2022 e após o fim da competição passou a treinar com time de transição, mas com a lesão de Walter Kannemann passou a treinar efetivamente no time profissional e foi escolhido pela comissão técnica de Renato Gaúcho para ser promovido no profissional.

#### 2023
Fez sua estreia profissional em 29 de janeiro, na vitória por 1–0 sobre o São José na terceira rodada do Campeonato Gaúcho.
Lesionando-se em partida das semifinais do Campeonato Gaúcho, só voltou a atuar em 7 de maio no empate de 3–3 com o Bragantino na quarta rodada do Brasileirão.
Marcou seu primeiro gol como profissional na vitória por 2–1 sobre o Bahia em jogo da 13ª rodada do Campeonato Brasileiro em 1 de julho, fazendo o gol da vitória no fim da partida. Terminou a temporada com 25 partidas e um gol marcado, demonstrando versatilidade e atuando na lateral-direita e volante em alguns jogos.

#### 2024
O destaque na temporada passada fez o Braga, de Portugal, insistir em sua contratação em janeiro, onde teve três propostas recusadas pela diretoria gremista. Na primeira rodada do Campeonato Gaúcho, Gustavo fez o gol do Grêmio na derrota por 2–1 para o Caxias em 20 de janeiro.

## Seleção Brasileira

### Sub-23
Gustavo foi um dos convocados pelo técnico Ramon Menezes para representar o Brasil nos Jogos Pan-Americanos de 2023, sendo sua primeira convocação. Marcou um gol e distribuído uma assistência na vitória por 3–0 sobre o Honduras na terceira rodada da fase grupos. Sagrou-se campeão ao bater o Chile nos pênaltis na final por 4–2, após empate de 1–1 no tempo normal.

## Estatísticas

### Seleção Brasileira
Abaixo estão listados todos jogos e gols do futebolista pela Seleção Brasileira, desde as categorias de base. Abaixo da tabela, clique em expandir para ver a lista detalhada dos jogos de acordo com a categoria selecionada. 
Sub-23
| Ano   |       |      |         |
| Ano   | Jogos | Gols | Assist. |
| ----- | ----- | ---- | ------- |
| 2023  | 5     | 1    | 0       |
| Total | 5     | 1    | 0       |

|    | Data                  | Local                                             | Resultado | Adversário     | Gols | Competição                   |
| -- | --------------------- | ------------------------------------------------- | --------- | -------------- | ---- | ---------------------------- |
| 1. | 23 de outubro de 2023 | Estádio Elías Figueroa Brander, Valparaíso, Chile | 1–0       | Estados Unidos | 0    | Jogos Pan-Americanos de 2023 |
| 2. | 26 de outubro de 2023 | Estádio Sausalito, Viña del Mar, Chile            | 2–0       | Chile          | 0    | Jogos Pan-Americanos de 2023 |
| 3. | 29 de outubro de 2023 | Estádio Sausalito, Viña del Mar, Chile            | 3–0       | Honduras       | 1    | Jogos Pan-Americanos de 2023 |
| 4. | 1 de novembro de 2023 | Estádio Sausalito, Viña del Mar, Chile            | 1–0       | México         | 0    | Jogos Pan-Americanos de 2023 |
| 5. | 4 de novembro de 2023 | Estádio Sausalito, Viña del Mar, Chile            | 1–1 (4–2) | Chile          | 0    | Jogos Pan-Americanos de 2023 |

## Títulos

### Grêmio
- Campeonato Gaúcho: 2021, 2022,  2024
- Recopa Gaúcha: 2023 e 2025

### Seleção Brasileira

#### Sub-23
- Jogos Pan-Americanos: 2023